# Begonia meridensis
Espèce
Synonymes
- Wageneria moritziana Klotzsch[1]

Begonia meridensis est une espèce de plantes de la famille des Begoniaceae. Ce bégonia est originaire du Venezuela. L'espèce fait partie de la section Ruizopavonia. Elle a été décrite en 1859 par Alphonse Pyrame de Candolle (1806-1893). L'épithète spécifique meridensis signifie « de Mérida », en référence à la cordillère de Mérida, dans l'état de Mérida. 

## Répartition géographique
Cette espèce est originaire du pays suivant : Venezuela.